# Rhaphipodus manillae
Rhaphipodus manillae là một loài bọ cánh cứng trong họ Cerambycidae.